# Hongaars voetbalkampioenschap 1901
In 1901 werd het eerste officiële Hongaarse voetbalkampioenschap gespeeld. Enkel clubs uit de hoofdstad Boedapest namen deel. Er was nog geen nationale competitie in het Oostenrijk-Hongaarse Rijk, een gelijkaardige competitie in Oostenrijk ging pas tien jaar later van start. BTC werd de eerste kampioen.
MFC trok zich na de heenronde terug, de resterende wedstrijden werden als een verlies aangerekend. 

## Eindstand
| Plaats | Club | Wed. | W | G | V | Saldo | Ptn. |
| ------ | ---- | ---- | - | - | - | ----- | ---- |
| 1.     | BTC  | 8    | 8 | 0 | 0 | 37:5  | 16   |
| 2.     | MÚE  | 8    | 5 | 0 | 3 | 17:20 | 10   |
| 3.     | FTC  | 8    | 3 | 1 | 4 | 20:28 | 7    |
| 4.     | MFC  | 8    | 2 | 1 | 5 | 11:8  | 5    |
| 5.     | BSC  | 8    | 1 | 0 | 7 | 7:31  | 2    |

|  | Kampioen |

## Kampioen
| 1901                    |
| Hongarije               |
| ----------------------- |
| BTC Kampioen (1° titel) |